# Danielle Peck
Danielle Marie Peck (Jacksonville, 14 settembre 1978) è una cantautrice statunitense.

## Biografia
Nata a Jacksonville ma crescita a Coshocton, Danielle Peck ha firmato il suo primo contratto discografico con la Big Machine Records a inizio anni 2000. Nel 2006 è stato pubblicato il suo album di debutto eponimo, che ha raggiunto rispettivamente la 115ª e la 23ª posizione nella Billboard 200 e nella Top Country Albums. Il disco ha piazzato tre singoli nella top thirty della Hot Country Songs; in particolare, Findin' a Good Man è arrivato in vetta alla Bubbling Under Hot 100. A fine 2008 è uscito il suo secondo disco Can't Behave.

## Discografia

### Album in studio
- 2006 – Danielle Peck
- 2008 – Can't Behave

### Singoli
- 2005 – I Don't
- 2006 – Findin' a Good Man
- 2006 – Isn't That Everything
- 2007 – Bad for Me
- 2009 – Can't Behave
- 2012 – Impossible Dreams